# NGC 7789
NGC 7789 oder Herschels Spiralhaufen ist ein offener Sternhaufen vom Typ II1r im Sternbild Kassiopeia am Nordsternhimmel. Er ist rund 8000 Lichtjahre vom Sonnensystem entfernt, hat einen Durchmesser von etwa 65 Lichtjahren und besteht aus bis zu 15.000 Sternen. Er hat eine Winkelausdehnung von 15' und eine scheinbare Helligkeit von 6,7 mag.

Da die Sterne des Haufens in ihrer Evolution schon weit fortgeschritten sind, wird sein Alter auf etwa 1,5 Mrd. Jahre geschätzt, weit älter als die meisten anderen seiner Art.  Die hellsten Sterne sind orange Riesen des Typs K4 III mit einer absoluten Helligkeit von −2,3 mag. Der größte Rest der anderen hellen Sterne sind Riesen und Unterriesen. Alle Sterne, die heller als +2 mag sind, scheinen sich aus der Hauptreihe des H-R-Diagramms herausentwickelt zu haben.
Entdeckt wurde das Objekt am 30. Oktober 1783 von Caroline Herschel.

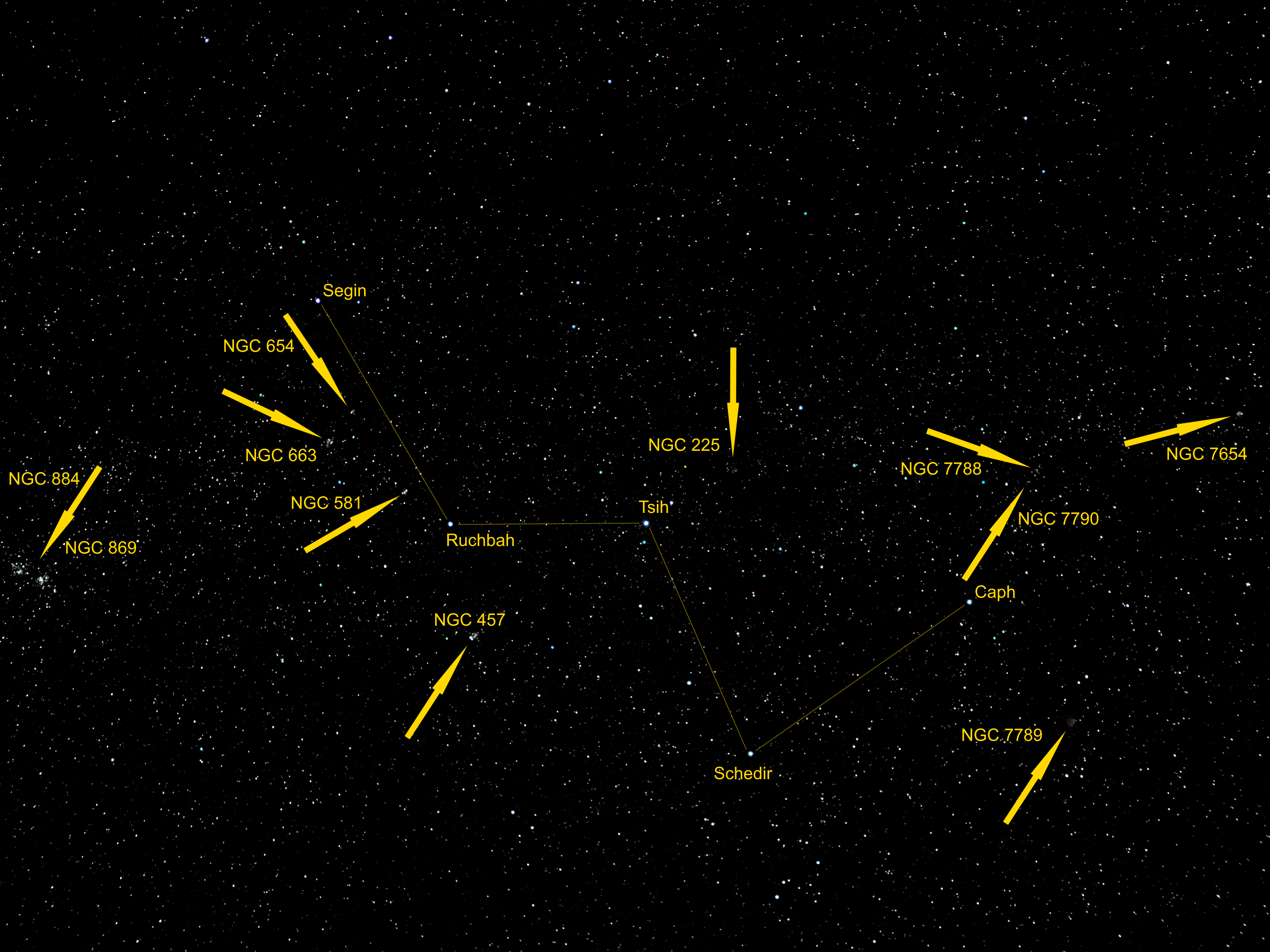
Das Sternbild Kassiopeia mit der Lage der Doppelsternhaufen χ Persei (NGC 884) und h Persei (NGC 869) sowie der Sternhaufen NGC 654, NGC 663, NGC 581, NGC 457, NGC 225, NGC 7788, NGC 7790, NGC 7789 und NGC 7654.